# Batalla de Hasaka (2022)
La batalla de Hasakah de 2022, también conocida como motín de Hasakah, fue un ataque a gran escala del Estado Islámico y un motín en la prisión destinado a liberar a los combatientes arrestados del Estado Islámico de la prisión de Al Sina en el área de Ghuwayran de la ciudad de Hasakah, que está bajo el control de los kurdos. La administración del norte de Siria respondió el 20 de enero de 2022. El ataque fue calificado por el OSDH como el mayor ataque cometido por el Estado Islámico desde que perdió su último territorio sirio clave en 2019.
El ataque fue un gran fracaso para ISIS, que no pudo salir de la prisión. En cambio, las SDF contuvieron los combates en la prisión, con los combates convirtiéndose en un asedio con las SDF efectivamente recuperando la prisión y recapturando a los prisioneros. El ataque debilitó la capacidad de combate de ISIS. ISIS envió cientos de combatientes y material para ayudar en la fuga de la prisión, lo que finalmente llevó al fracaso con el ataque que le tomó a ISIS 6 meses de planificación.

## Cronología

### 20 de enero
La primera ola del ataque ocurrió a altas horas de la noche del 20 de enero, cuando las fuerzas del Estado Islámico lanzaron un ataque con coche bomba contra la prisión, mientras que los combatientes terrestres del Estado Islámico comenzaron a abrir fuego contra la prisión con armas pesadas. Se podían ver incendios en toda la ciudad desde la dirección de la prisión.
El ataque desencadenó un motín en la prisión donde los prisioneros lograron obtener armamento de la armería y luego comenzaron un ataque en toda regla contra el personal de la prisión, siendo la coordinación una señal de que el Estado Islámico tenía el apoyo de terceros, probablemente Irán. Posteriormente, la prisión fue ocupada por prisioneros armados y varios presos lograron escapar.

### 21 de enero
Los enfrentamientos continuaron hasta el día siguiente, por lo que los combatientes del Estado Islámico se habían extendido a la zona de Al-Zouhour de la ciudad de Al-Hasakah, así como solidificado el control de la prisión de Ghuwayran. En un esfuerzo por apoyar a las fuerzas kurdas que luchan en la ciudad, las fuerzas de la Coalición Internacional habían enviado aviones militares a la zona.
Las fuerzas de las FDS también anunciaron que habían logrado localizar y arrestar a 89 de los prisioneros que habían escapado de la prisión. También se informó que la electricidad a varias partes de la ciudad de Al-Hasakah había sido cortada debido a los enfrentamientos. Durante los enfrentamientos, se informó que aviones de combate estadounidenses habían llevado a cabo 2 ataques aéreos contra edificios controlados por el Estado Islámico en la ciudad.
El OSDH informó que continuaron los enfrentamientos entre el Estado Islámico y las fuerzas kurdas por el control de la prisión y sus alrededores.
urante la tarde y la noche del 21 de enero, aviones de la Coalición dispararon bengalas sobre Al-Hasakah, mientras que se informó de fuertes enfrentamientos alrededor de la prisión de Ghuwayran y los barrios de Ghuwayran y Al-Zouhour. Los militantes del Estado Islámico que, según los informes, tomaron como rehenes a varios combatientes de las SDF. Varios civiles que se negaron a ayudar a escapar de los combatientes de ISIS fueron masacrados y sus cuerpos profanados en sus hogares en el vecindario circundante.

### 22 de enero
Los combates continuaron durante la noche y continuaron hasta las primeras horas de la mañana con helicópteros de la Coalición dando vueltas alrededor de las zonas por encima de los combates; otros 5 combatientes kurdos y 6 combatientes del Estado Islámico murieron en los enfrentamientos nocturnos. Las SDF también habían afirmado que habían logrado localizar y arrestar a otros 41 prisioneros fugados, lo que elevó el total a 130, sin embargo, aún no se sabe cuántos prisioneros del EI escaparon del centro de detención, que albergaba hasta 3500 prisioneros del EI.
A lo largo del día, se produjeron violentos enfrentamientos en las áreas alrededor de la prisión de Ghuwayran, con las fuerzas de la Coalición lanzando ataques aéreos contra posiciones y edificios controlados por el EI. Un helicóptero de ataque Apache estadounidense fue enviado a la zona y comenzó a atacar a un grupo de combatientes del EI que habían establecido posiciones en un cementerio cercano. Más tarde en el día, las fuerzas terrestres de la Coalición también se dirigieron a Al-Hasakah en un esfuerzo por ayudar a recapturar las áreas ocupadas por el EI. Otros 11 agentes del EIIL murieron en los combates que siguieron y otros 6 presos fugados fueron detenidos.
Además, las fuerzas de las SDF exigieron a través de un altavoz que los combatientes del EI sitiados se rindieran, la demanda fue rechazada.
Tras nuevos enfrentamientos en el día, otros 5 militantes del Estado Islámico, 6 combatientes kurdos y 2 civiles más murieron en los combates en curso. Además, la Agencia de Noticias Amaq del EI había publicado imágenes que mostraban rehenes dentro de la prisión y los cuerpos de varios empleados de la prisión asesinados. Un informe de la Red de Medios de comunicación kurda iraquí declaró que las SDF tomaron múltiples escenarios del motín inicial en la prisión de Al Sina. En un comunicado de prensa del Departamento de Estado de los Estados Unidos, elogió a las SDF por una "respuesta rápida" a los combates en Hasakah.

### 23 de enero
A primera hora de la mañana, se produjeron violentos enfrentamientos en las inmediaciones de la prisión y sus alrededores, en los que las SDF y las fuerzas de la Coalición trataron de eliminar a los agentes del EI que seguían luchando en los barrios cercanos. Los enfrentamientos dejaron 16 combatientes del EI y 5 combatientes kurdos muertos.
Más tarde, las fuerzas kurdas y aliadas recuperaron el control del perímetro de la prisión y consiguieron entrar en ella, lo que provocó varios tiroteos en el interior del edificio entre soldados kurdos y combatientes del Estado Islámico. También continuaron los combates en los alrededores de la prisión. En los combates murieron 7 militantes del Estado Islámico y 6 combatientes kurdos.
Las SDF estimaron que entre 150 y 200 combatientes del Estado Islámico seguían luchando activamente en la prisión y en las zonas circundantes y que aún no habían liberado a ningún rehén. También anunciaron un toque de queda de una semana, que afectó a toda la ciudad, para impedir que las células del EI enviaran refuerzos..

### 24 de enero
Por la mañana, los aviones de la Coalición reanudaron sus ataques contra posiciones del EI en la prisión, atacando áreas aún ocupadas por prisioneros armados del EI. Más tarde, las fuerzas de las FDS irrumpieron en las partes restantes de la prisión aún en poder de combatientes armados del EI que se negaron a rendirse, liberando a varios rehenes. Los enfrentamientos también continuaron en áreas fuera de la prisión, donde varios combatientes del EI aún se negaron a rendirse.
Además, se informó de que docenas de combatientes y prisioneros del EI se habían entregado a las fuerzas kurdas y de la Coalición tras su progreso contra los combatientes del EI retenidos dentro de la prisión de Al Sina.
Más tarde en el día, se llevaron a cabo negociaciones entre las fuerzas de las FDS y el emir del EI a cargo de los prisioneros armados sobre el estado de los rehenes tomados por el EI en la prisión. Las dos partes acordaron que algunos rehenes serían liberados a cambio de la curación de combatientes heridos del EI en una clínica de campo. 5 combatientes del EI murieron a causa de sus heridas antes de que pudieran recibir tratamiento. También se informó de que un grupo de combatientes extranjeros del EI seguía negándose a rendirse y continuaba luchando contra las fuerzas kurdas en una zona de la prisión.

### 25 de enero
Tras el acuerdo alcanzado entre el EI y las FDS, 15 rehenes fueron liberados por el EI, dejando a los 27 rehenes restantes en cautiverio. También se informó de que el número de prisioneros y combatientes del Estado Islámico que se habían rendido o habían sido detenidos de nuevo había llegado al menos a 600. Los enfrentamientos también se reanudaron en las áreas que rodean la prisión durante las operaciones de peinado de las fuerzas kurdas y de la Coalición, dejando otros 7 combatientes del EI muertos.
Más tarde en el día, las SDF y la Coalición despejaron un bloque entero de la prisión de Al Sina de los militantes del EI. Vehículos blindados de la coalición habían entrado en el complejo de la prisión mientras recibían fuego de militantes del EI. Las FDS también evacuaron a otros 50 prisioneros del EI de la zona.
Otros enfrentamientos tuvieron lugar durante las operaciones de peinado en el barrio de Ghuwayran. 5 combatientes del EI y un agente de las FDS murieron.

### 26 de enero
Los enfrentamientos continuaban teniendo lugar en los barrios de al-Zouhour y Ghuwayran cuando las fuerzas kurdas y de la Coalición lanzaron una serie de operaciones de peinado para erradicar a los combatientes restantes del EI. Durante estas operaciones, 5 combatientes del EI y 4 combatientes de las FDS murieron. También se informó de que otros 17 presos fueron liberados del cautiverio del EI en la prisión de Al Sina.
El portavoz de las SDF anunció que habían recapturado con éxito la prisión, y que muchos combatientes del EI se habían rendido. Este intento más reciente de ISIS en Siria de liberar combatientes adicionales fue un fracaso catastrófico, con pérdidas críticas de equipos, armas y combatientes capturados o muertos en el conflicto.
Según la Agencia Árabe Siria de Noticias, ese día, las SDF demolieron diez viviendas en el barrio de Ghweran, bajo el pretexto de que los combatientes del EI se "atrincherarían".